# Syncosmetus japonicus
Syncosmetus japonicus is een keversoort uit de familie houtzwamkevers (Ciidae). De wetenschappelijke naam van de soort werd in 1891 gepubliceerd door David Sharp.